# Boscaler de Taiwan
El boscaler de Taiwan (Locustella alishanensis) és una espècie d'ocell de la família dels locustèl·lids (Locustellidae). És endèmic de l'illa de Taiwan. Habita els matollars secs subtropicals o tropicals, els herbassars d'alta muntanya i les terres llaurades. El seu estat de conservació es considera de risc mínim.